# Bất hòa Ấn Độ–Pakistan 2019
Bất hòa Ấn Độ–Pakistan 2019 là cuộc xung đột giữa Ấn Độ và Pakistan đang diễn ra ở Kashmir. Cuộc xung đột này có nguyên nhân từ một vụ đánh bom tự sát hôm 14 tháng 2 ở Jammu và Kashmir, làm chết 40 thành viên của Lực lượng Cảnh sát Dự bị Trung ương của Ấn Độ. Lực lượng Jaish-e-Mohammad có căn cứ ở Pakistan đã nhận trách nhiệm về vụ tấn công này. Tuy nhiên, Pakistan lên án vụ tấn công và từ chối trách nhiệm. Vào ngày 26 tháng 2, Không quân Ấn Độ đã thực hiện các cuộc không kích vào Đường kiểm soát ở Kashmir và tuyên bố cuộc không kích nhằm tiêu diệt lực lượng Jaish-e-Mohammad. Đây là cuộc không kích đầu tiên kể từ sau chiến tranh Ấn Độ-Pakistan năm 1971. Cùng ngày, đã có một cuộc xung đột giữa các lực lượng vũ trang của hai nước, khiến ít nhất 4 thường dân đã thiệt mạng ở Azad Kashmir. Vào ngày 27 tháng 2, Không quân Pakistan (PAF) đã oanh kích vào nhiều mục tiêu trên Đường kiểm soát ở Kashmir do Ấn Độ quản lý. Pakistan tuyên bố rằng hai máy bay chiến đấu của Ấn Độ đã bị Pakistan bắn, và một phi công đã bị bắt. Ấn Độ thừa nhận cuộc tấn công của Không quân Pakistan ở Kashmir do Ấn Độ quản lý, nhưng tuyên bố rằng chỉ có một trong số các máy bay chiến đấu của họ bị bắn và người ta cho rằng một máy bay chiến đấu F-16 của Pakistan đã bị bắn rơi.